# Alacón
Alacón è un comune spagnolo di 409 abitanti situato nella comunità autonoma dell'Aragona.